# Psychotria cernua
Psychotria cernua är en måreväxtart som beskrevs av Jean Nadeaud. Psychotria cernua ingår i släktet Psychotria och familjen måreväxter. Inga underarter finns listade i Catalogue of Life.